# Sloveniens fodboldlandshold
Sloveniens fodboldlandshold (slovensk: Slovenska nogometna reprezentanca) er det nationale fodboldhold i Slovenien, og landsholdet bliver administreret af Nogometna zveza Slovenije. Holdet har deltaget to gange ved VM og en gang ved EM.

## Historie
Efter Sloveniens løsrivelse fra Jugoslavien i begyndelsen af 1990'erne blev Sloveniens fodboldforbund optaget i FIFA i 1992. Det skete dog ikke tidsnok til at deltage i kvalifikationen til VM i 1994, og derfor blev første kvalifikationsturneringen for landsholdet den til EM i 1996. Her var holdet i en gruppe med blandt andet Italien og Ukraine, og opnåede 11 point. Værre gik det ved kvalifikationen til VM i 1998, hvor man i en pulje med blandt andet Danmark kun opnåede ét point.
Under kvalifikationen til EM i 2000 var Sloveniens helt store profil midtbanekreatøren Zlatko Zahovič, der scorede otte af holdets tolv mål i puljen, hvor holdet sluttede på andenpladsen efter Norge, men foran Grækenland, Georgien, Albanien og Letland. Dermed skulle slovenerne ud i playoffkampe mod Ukraine, og blev efter en 2-1 sejr på hjemmebane og 1-1 på udebane i Kyiv klar til sin første slutrunde nogensinde. Her kom holdet igen i pulje med Norge, men også Spanien og Jugoslavien. Slovenerne førte 3-0 i åbningskampen mod jugoslaverne, på blandt andet to mål af Zahovič, men fik kun 3-3. Efterfølgende blev det til et nederlag til Spanien og nok en uafgjort mod Norge, hvorefter holdet måtte forlade turneringen som nr. 4. i puljen.
To år senere overraskede slovenerne igen, da holdet kvalificerede sig til VM i 2002, igen efter playoff. Efter i sin kvalifikationspulje at være sluttet på 2. pladsen efter Rusland, besejrede man over to kampe Rumænien, og var klar til slutrunden i Sydkorea og Japan. Her sluttede slovenerne uden point i sin pulje, der også indeholdt Spanien, Sydafrika og Paraguay, og slovenernes præstationer på banen blev i høj grad overskygget af stjernen Zlatko Zahovič, der blev smidt hjem fra turneringen efter et skænderi med landstræner Srečko Katanec.
Efter de to slutrundedeltagelser i træk blev de følgende år skuffende for slovenerne, der ikke kom i nærheden af at kvalificere sig til hverken EM i 2004, VM i 2006 eller EM i 2008. Ved kvalifikationen til VM i 2010 lykkedes det dog overraskende holdet at slutte på andenpladsen i en stærk gruppe, der udover vinderne fra Slovakiet også indeholdt Tjekkiet og Polen. Igen var slovenerne stærke i playoffkampene, der denne gang endte med en samlet sejr over Rusland. Ved turneringen i Sydafrika fik landet sin første slutrundesejr nogensinde, da man i åbningskampen besejrede Algeriet med 1-0. Anden kamp endte 2-2 mod USA, inden man tabte 1-0 i den tredje kamp mod England. De fire point var kun få minutter fra at række til en plads i 1/8-finalen, men en amerikansk overtidssejr mod Algeriet sendte slovenerne ud af turneringen.

## Turneringsoversigt

### Europamesterskaberne2
| År   | Værtsland             | Sloveniens placering                   |
| ---- | --------------------- | -------------------------------------- |
| 1996 | England               | Ikke kvalificeret                      |
| 2000 | Belgien & Holland     | Indledende runde                       |
| 2004 | Portugal              | Ikke kvalificeret                      |
| 2008 | Østrig & Schweiz      | Ikke kvalificeret                      |
| 2012 | 🇵🇱poland & 🇺🇦 Ukraine | Ikke kvalificeret                      |
| 2016 | 🇫🇷 Frankrig           | Ikke kvalificeret                      |
| 2020 | Euro lande            | Ikke kvalificeret                      |
| 2024 | 🇩🇪 Tyskland           | Kvalificeret i EM, slået ud 1/8 finale |

### Verdensmesterskaberne
| År   | Værtsland        | Sloveniens placering |
| ---- | ---------------- | -------------------- |
| 1998 | Frankrig         | Ikke kvalificeret    |
| 2002 | Sydkorea & Japan | Indledende runde     |
| 2006 | Tyskland         | Ikke kvalificeret    |
| 2010 | Sydafrika        | Indledende runde     |
| 2014 | 🇧🇷Brasilien      | Ikke kvalificeret    |
| 2018 | 🇷🇺 Rusland       | Ikke kvalificeret    |
| 2022 | 🇧🇭Qatar          | Ikke kvalificeret    |

### Olympiske lege
| År   | Værtsby            | Slovniens placering |
| ---- | ------------------ | ------------------- |
| 1996 | Atlanta, USA       | Ikke kvalificeret   |
| 2000 | Sydney, Australien | Ikke kvalificeret   |
| 2004 | Athen, Grækenland  | Ikke kvalificeret   |
| 2008 | Beijing, Kina      | Ikke kvalificeret   |
| 2012 | 🏴󠁧󠁢󠁥󠁮󠁧󠁿 London, England | Ikke kvalificeret   |
| 2016 | 🇧🇷 Rio, Brasilien  | Ikke kvalificeret   |
| 2020 | 🇯🇵 Tokyo, Japan    | Ikke kvalificeret   |
| 2024 | 🇫🇷 Paris, Frankrig | Ikke kvalificeret   |

### FIFA Confederations Cup
| År   | Værtsland        | Bulgariens placering |
| ---- | ---------------- | -------------------- |
| 1995 | Saudi-Arabien    | Ikke kvalificeret    |
| 1997 | Saudi-Arabien    | Ikke kvalificeret    |
| 1999 | Mexico           | Ikke kvalificeret    |
| 2001 | Sydkorea & Japan | Ikke kvalificeret    |
| 2003 | Frankrig         | Ikke kvalificeret    |
| 2005 | Tyskland         | Ikke kvalificeret    |
| 2009 | Sydafrika        | Ikke kvalificeret    |